# Viola placida
Viola placida är en violväxtart som beskrevs av Wilhelm Becker. Viola placida ingår i släktet violer, och familjen violväxter. Inga underarter finns listade i Catalogue of Life.